# ليونورا ميانو
ليونورا ميانو (بالفرنسية: Léonora Miano)‏ ولد في 12 مارس 1973 بدوالا على ساحل الكاميرون. في عام 1991 انتقلت إلى فرنسا. بداية في فالنسيان ثم في نانتير لداسة الأدب الأمريكي. حصلت على جائزة فيمينا الأدبية عام 2013.